# 舞鶴市立城北中学校
舞鶴市立城北中学校（まいづるしりつ じょうほくちゅうがっこう）は、京都府舞鶴市南田辺（みなみたなべ）にある公立中学校。

## 概要
舞鶴市の西舞鶴のいわゆる文教ゾーンに位置している。田辺城の北に位置していることから城北の名が付いている。

## 交通
- JR 舞鶴線 西舞鶴駅 から車で約5分
- 同駅前から、京都交通バス 乗車で約5分、本町バス停下車で徒歩約5分

## 沿革
- 1948年（昭和23年）12月26日 - 創立
- 1949年（昭和24年）1月8日 - 開校
- 1953年（昭和28年）7月3日 - 校歌制定
- 1974年（昭和49年）11月27日 - 体育館に不審火が発生し全焼の被害
- 1977年（昭和52年）11月16日 - 創立30周年記念式典挙行
- 1982年（昭和57年）8月1日 -  台風10号の襲来により木造校舎が床下浸水の被害
- 1986年（昭和61年）4月8日 - 新制服（ブレザー）制定
- 1987年（昭和62年）2月23日 - 旧体育館取り壊し開始
- 1987年（昭和62年）3月10日 - 新体育館竣工
- 1993年（平成5年）3月22日 - コンピュータ教室完成
- 1997年（平成9年）11月19日 - 創立50周年記念式典挙行

## 特色
- 授業時間の削減により学校行事を廃止にする流れがあるが、体育祭、文化祭（城北祭）、合唱コンクール、年2回の球技大会などを残している。
- 数学は少人数制を採用し、学力の充実を図っている。（2009年現在は1、2年生のみ）
- 3年生は5月に修学旅行（2泊3日）がある。行き先は、関東方面から九州方面。

## 進路
- 公立高校は多くの生徒が最寄の京都府立西舞鶴高等学校に進学する。但し、吹奏楽部だった生徒の中には京都府立東舞鶴高等学校を希望する者もいる。また、専門知識を身に付けたい生徒は京都府立工業高等学校、舞鶴工業高等専門学校、京都府立海洋高等学校などに進学する。私立高校である福知山成美高等学校、京都共栄学園高等学校、日星高等学校などに進学する者もいる。近年ではスポーツに力を入れて取り組みたい生徒が綾部高等学校の普通科スポーツ総合専攻に進学することも多い。

## 周辺
- 舞鶴市役所西支所
- 舞鶴市立西図書館
- 舞鶴市民会館
- 舞鶴市立明倫小学校

## 著名な出身者
- 山口有希（陸上競技選手） - 2004年アテネオリンピック マイルリレー代表
- 小酒翔子（元・バレーボール選手・JTマーヴェラスなどに所属）
- 今崎智也（技能五輪金メダリスト)
- 夏目亜季（政治家、タレント）

## 通学区域が隣接している学校
- 舞鶴市立和田中学校
- 舞鶴市立青葉中学校
- 舞鶴市立城南中学校
- 舞鶴市立加佐中学校